# Marols, Loire
Marols là một xã trong tỉnh Loire miền trung nước Pháp.